# Camponotus erythrostoma
Camponotus erythrostoma är en myrart som beskrevs av Carlo Emery 1920. Camponotus erythrostoma ingår i släktet hästmyror, och familjen myror. Inga underarter finns listade.